# Anchiornis
Anchiornis är ett släkte med små befjädrade troodonta dinosaurier. Släktet Anchiornis rymmer typarten Anchiornis Huxleyi, namngiven till ära åt Thomas Henry Huxley, en tidig förespråkare för evolutionsteorin som var den förste att föreslå ett nära evolutionärt släktskap mellan fåglar och dinosaurier. Det generiska namnet Anchiornis betyder "Nära/nästan fågel", och dess beskrivare åberopade den som viktig i att fylla ett gap i övergången mellan kroppsbyggnaden hos moderna fåglar och dinosaurier. Anchiornis fossil har blivit funna i Tiaojishan Formation vid Liaoning, Kina, något osäkert daterade till mellersta-sena Juraperioden (Callovian eller Oxfordian-stadiet), 160 till 155 milj. år sedan.

## Beskrivning

Anchiornis storlek jämfört med en människa.

Anchiornis är en liten, tidig Troodontdinosaurie med en triangulär skalle bärande flera drag gemensamma med andra Troodontider. Som andra troodontider hade Anchiornis väldigt långa ben, vanligen en antydan att den var en snabb löpare (dock tyder de vidsträckta benfjädrarna att detta kanske är ett rudimentärt karaktärsdrag, då springande djur tenderar ha reducerat, inte utökat, hår eller fjädrar på sina ben). Anchiornis framben var också relativt långa, ovanligt bland Troodonter (som tenderar att vara kort-armade), men likt Dromaeosaurider och tidiga fåglar, understrykande dess basala ("primitiva") ställning bland sina släktingar. Det första fossilen återfanns från Yaolugou-området, Jianchang, västra Liaoning, Kina; den andra vid Daxishan i samma område. Avsättningarna är sjösediment, och är av osäker ålder. Radiometriska mätningar antyder en tidig Senare Jura till dem, mellan 161 och 151 milj. år sedan.

## Fjädrar
Medan det första exemplaret av Anchiornis bara hade svaga spår av fjädrar runt den bevarade delen av kroppen, visar det andra, välbevarade exemplaret nästan komplett bevarande av fjädrar, vilket låtit forskare identifiera fjädrarnas struktur och hur de var fördelade.
Som hos andra tidiga Paraveser som Microraptor, hade Anchyiornis stora vingar, bestående av konturfjädrar fästade vid armen och handen (som hos moderna fåglar) likaväl som fjädrar för flygning på bakbenen, som formade en arrangering av fram- och bakvingar. Anchiornis framvingar var uppbyggda av 11 handpennor och 10 armpennor. Till skillnad från Microraptor var handpennorna hos Anchiornis ungefär lika långa som armpennorna och formade en mer rundad vinge, med krökta men symmetriska centrala fanor, relativt smal och liten i storlek, och rundaded spetsar, allt tecken på sämre aerodynamisk förmåga jämfört med dess senare släkting. Hos Microraptor och Archaeopteryx var de längsta fjädrarna på framvingarna närmast änden på vingen, vilket gjorde att vingarna verkar långa, smala och spetsiga. Hos Anchiornis är dock de längsta fjädrarna på vingen förankrade nära handleden, och gör vingen som bredast på mitten och avsmalnande nära änden till en mer rundad, mindre flyg-anpassad profil.
Bakvingarna på Anchiornis var också kortare än de hos Microraptor, och bestod av upp till 12-13 konturfjädrar fästade vid skenbenet och 10-11 på mellanfoten. Till skillnad från Microraptor var också bakvingarnas fjädrar längst närmare kroppen, med fotfjädrarna korta och ledda neråt, nästan verikalt med fotens ben.
Till skillnad från någon annan dinosaurie under Mesozoikum var Anchiornis fötter (med undantag för klorna) helt täckta med fjädrar (mycket kortare än de som bildade bakvingen). Två sorter av enklare, duniga fjädrar täckte resten av kroppen, som hos Sinornithosaurus. Långa dunfjädrar täckte nästan hela huvudet och halsen, torson, lårbenen och första halvan av svansen. Resten av svansen hade konturfjädrar.

## Färg

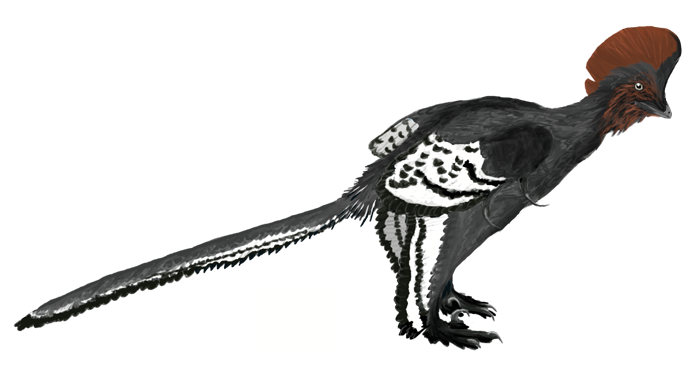
Tecknares porträttering, illustrerande fjädrarnas arrangering.

2010 undersökte en grupp forskare flera punkter bland fjädrarna på ett extremt välbevarat Anchiornis-exemplar för att undersöka fördelningen av melanosomer, cellerna med pigment som ger fjädrar deds färg. Genom att studera melanosomsorterna och jämföra dem med dem hos moderna fåglar var forskarna kapabla att kartlägga de specifika färgerna och mönstren som var hos Anchiornis när den levde. Trots att denna teknik hade använts och beskrivit ensamma fågelfjädrar och delar av andra dinosaurier (som svansen på Sinosauropteryx), blev Anchiornis den första dinosaurien från Mesozoikum där nästan hela färgläggningen i levande livet var känd (notera att svansen hos detta exemplar inte var bevarad).
De flesta av fjädrarna på Anchiornis kropp var grå och svarta. Kransen med huvudfjädrar var helt rödbrun med grå bas framtill, och ansiktet hade rödbruna fläckar bland dominerande svarta huvudfjädrar. Fjädrarna på fram- och bakvingarna var vita med svarta toppar armtäckarna var grå, kontrast till de huvudsakligen vita vingarna. De större vingtäckarna var också vita med grå eller svarta toppar, vilket formade bråk med mörkare prickar längst mellanvingen. Dessa antog formen av mörka band eller även bråk med fläckar på den yttre vingen (primära fjädertäckarna) men en mer ojämn skrud av fläckar på den inre vingen (armtäckarna). Underbenen var grå, utom bakvingarnas långa fjädrar, och fötterna och tårna var svarta.

## Paleobiologi
Anchiornis är anmärkningsvärd för sina proportionerligt långa framben, som mätte 80% av den totala längden på bakbenen. Detta liknar fallet hos tidiga fåglar såsom Archaeopteryx, och auktorerna påpekade att långa framben är nödvändiga för flygning. Anchiornis hade också en mer fågellik handled än andra theropoder. Till en början spekulerade utgivarna att det skulle ha varit möjligt för Anchiornis att flyga eller glidflyga. Flera fynd visade dock att trots att Anchiornis vingar var välutvecklade, var de korta jämfört med senare släkten som Microraptor, med relativt korta konturfjädrar som hade rundade, symmetriska ändar, till skillnad från de spetsiga, aerodynamiskt proportionerliga fjädrarna hos Microraptor.
Anchiornis har bakbensproportioner mer lika dem hos lägre theropoder än Avialaer, med långa ben som tyder på en livsstil som snabb löpare. Å andra sidan, medan långa ben normalt tyder på en snabb löpare, var Anchiornis ben, och även fötterna och tårna täckta i fjädrar, inklusive långa konturfjädrar för flygning liknande dem på bakvingarna på Microraptor, vilket gör det osannolikt att Anchiornis var en kapabel löpare på marken.
Liksom många moderna fåglar uppvisade Anchiornis ett komplext färgmönster med olika färger i fläckiga mönster över kroppen och vingarna, eller "inom- och blandfjäder färgläggning". Hos moderna fåglar används sådana färgmönster till kommunikation och uppvisning, antingen till artfränder (d.v.s. för parning eller revirhävdande uppvisning) eller också för att hota och varna motstånd eller rovlevande arter.

## Upptäcktshistoria
Holotypen beskrevs av paleontologen Xu Xing och kollegor i en publikation i Chinese Science Bulletin 2009. Xu m. fl. tillskrev Anchiornis till Avialae. Exemplaret består av ett ledat skelett som endast saknar skallen, delar av svansen och högra frambenet. Författarna beräknade att en komplett individ skulle vara 33 cm och vägt endat 110 gram, vilket gör det till den minsta dinosaurien. Ett andra exemplar rapporterades 24 september 2004 i journalen Nature, den är katalogiserad som nummer LPM – B00 169 i Liaoning Paleontological Museum. Den är mycket mer komplett och har långa fjädrar bevarade på händerna, armarna, benen och fötterna, inte olikt Microraptor. Den har också en fjäderkam på huvudet. Detta andra exemplar har fler utmärkande drag bevarade, och ledde Hu och kollegor att omplacera Anchiornis till Troodontidae.